# Regeringskrisen i Tyskland 2024
Regeringskrisen i Tyskland 2024 var en regeringskrise i Tyskland udløst af interne uenigheder i regeringen angående den tyske finanspolitik. Som konsekvens af uenighederne fyrede forbundskansler Olaf Scholz fra SPD, finansminister Christian Lindner fra FDP den 6. november 2024. Lindner blev fyret med den begrundelse, at Scholz havde mistet tilliden til ham. Scholz hævder, at Lindner havde opført sig respektløst og at han kun har interesseret sig for sine egne vælgere og sit eget parti. Inden fyringen havde regeringen holdt et internt møde, hvor Lindner havde appelleret om nyvalg, hvilket blev afvist. Fyringen medførte, at partiets tre øvrige ministre efterfølgende trak sig fra regeringen.
Scholz bebudede en tillidsafstemning i Forbundsdagen den 15. januar 2025, hvilket kunne udløse et valg til Forbundsdagen to måneder senere, hvis afstemningen blev tabt. CDUs formand Friedrich Merz forlangte imidlertid en hurtigere afstemning. Afstemningen som Scholz tabte, blev afholdt den 16. december 2024. Ved afstemningen erklærede 207 mandater tillid til Scholz, men 394 erklærede mistillid og 116 afstod fra at stemme. Der var således et flertal i Forbundsdagen mod kansler Scholz, der efter afstemningen anmodede Forbundspræsident Frank-Walter Steinmeier om at opløse Forbundsdagen og herefter lade afholde nyvalg inden for 60 dage.
Steinmeier valgte 27. december 2024 at opløse forbundsdagen og udskrive valg til den 23. februar 2025. Allerede inden afstemningen udtrykte forbundspræsidenten at han ville opløse forbundsdagen og udskrive valg. Oprindeligt skulle der først være forbundsdagsvalg 28. september 2025.